# Subdivisions de Sao Tomé-et-Principe

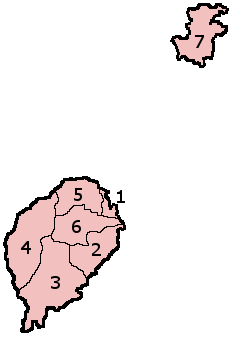
Carte des districts de Sao Tomé-et-Principe.

La République démocratique de Sao Tomé-et-Principe est composée de deux îles, chacune étant une province, subdivisées en sept districts.
- La province de Sao Tomé dont la capitale São Tomé correspond à l'île du même nom a une superficie de 859 km2 et selon le recensement de 2012, elle comptait environ 180 000 habitants[1]; elle comprend six districts :

1. Água Grande ;
2. Cantagalo ;
3. Caué ;
4. Lembá ;
5. Lobata ;
6. Mé-Zóchi.

- La province de Principe correspond à l'île de Principe, dont la capitale est la ville de Santo António. Elle est beaucoup plus petite (environ 142 km2) et bien moins peuplée (quelque 7 542 habitants en 2012[1]). Elle ne compte qu'un seul district : le district de Pagué.